# توماسز ماركزينسكي
توماسز ماركزينسكي (بالبولندية: Tomasz Marczyński )‏ (و. 1984  م) هو راكب دراجة هوائية، من بولندا، ولد في كراكوف، شارك في طواف إسبانيا، والألعاب الأولمبية الصيفية 2008، وطواف إسبانيا 2013.

## سباقات أو مراحل فاز بها
| التاريخ        | السباق                            | المركز                      |
| -------------- | --------------------------------- | --------------------------- |
| 10 يونيو 2007  | 2007 غروسر برايس ديس كانتونس أرجو | المركز الثالث               |
| 09 مايو 2010   | 2010 Szlakiem Grodów Piastowskich | المركز الثالث               |
| 15 أغسطس 2010  | 2010 Coupe des Carpathes          | المركز الثاني               |
| 24 أكتوبر 2010 | Tour de Seoul 2010                | الفائز في التصنيف العام     |
| 01 يناير 2011  | 2011 Memoriał Henryka Łasaka      | المركز الثالث               |
| 18 يونيو 2011  | Tour of Malopolska 2011           | الفائز في التصنيف العام     |
| 09 أبريل 2012  | روند أم كولن 2012                 | المركز الثالث               |
| 16 يوليو 2012  | طواف بولندا 2012                  | الفائز في ترتيب التسلق      |
| 09 سبتمبر 2012 | طواف إسبانيا 2012                 | المرتبة 13 في التصنيف العام |
| 13 أكتوبر 2012 | طواف بكين 2012                    | الثامن في التصنيف العام     |
| 03 أغسطس 2013  | طواف بولندا 2013                  | الفائز في ترتيب التسلق      |
| 12 أبريل 2015  | طواف المغرب 2015                  | الفائز في التصنيف العام     |
| 19 مايو 2015   | 2015 Tour of Black Sea            | الفائز في التصنيف العام     |
| 08 أغسطس 2015  | طواف بولندا 2015                  | الفائز في تصنيف الجنسيات    |
| 22 أكتوبر 2019 | طواف قوانغشي 2019                 | الفائز في ترتيب التسلق      |

## روابط خارجية
- توماسز ماركزينسكي على موقع الاتحاد الدولي للدراجات (الإنجليزية)
- توماسز ماركزينسكي على موقع أرشيف الدراجات (الإنجليزية)
- توماسز ماركزينسكي على موقع إحصائيات الدراجات الإحترافية (الإنجليزية)
- توماسز ماركزينسكي على موقع نسبة الدراجات (الإنجليزية)
- توماسز ماركزينسكي على موقع CycleBase (الإنجليزية)
- توماسز ماركزينسكي على موقع أوليمبيديا (الإنجليزية)